# 段青英
段青英（1965年9月—），女，汉族，中华人民共和国政治人物，现任山东省政协副主席，第十三届全国政协委员。